# Araneus necopinus
Araneus necopinus är en spindelart som först beskrevs av Eugen von Keyserling 1887.  Araneus necopinus ingår i släktet Araneus och familjen hjulspindlar.
Artens utbredningsområde är Western Australia. Inga underarter finns listade i Catalogue of Life.